# Communauté de communes de l'Argence
La  communauté de communes de l'Argence  est une ancienne communauté de communes française, située dans le département de l'Aveyron en Occitanie.

## Composition
La  Communauté de communes de l'Argence  regroupait les deux communes qui forment la région naturelle de la Haute-Viadène :
| Nom                        | Code Insee | Gentilé    | Superficie (km2) | Population (dernière pop. légale) | Densité (hab./km2) |
| -------------------------- | ---------- | ---------- | ---------------- | --------------------------------- | ------------------ |
| Argences en Aubrac (siège) | 12223      |            | 151,78           | 1 646 (2017)                      | 11                 |
| Cantoin                    | 12051      | Cantoinais | 42,37            | 316 (2014)                        | 7,5                |

Depuis janvier 2016, six d'entre elles sont regroupées dans la nouvelle commune d'Argences en Aubrac. Le dialecte de cette terre de traditions est le rouergat, forme très proche de l'occitan standard.

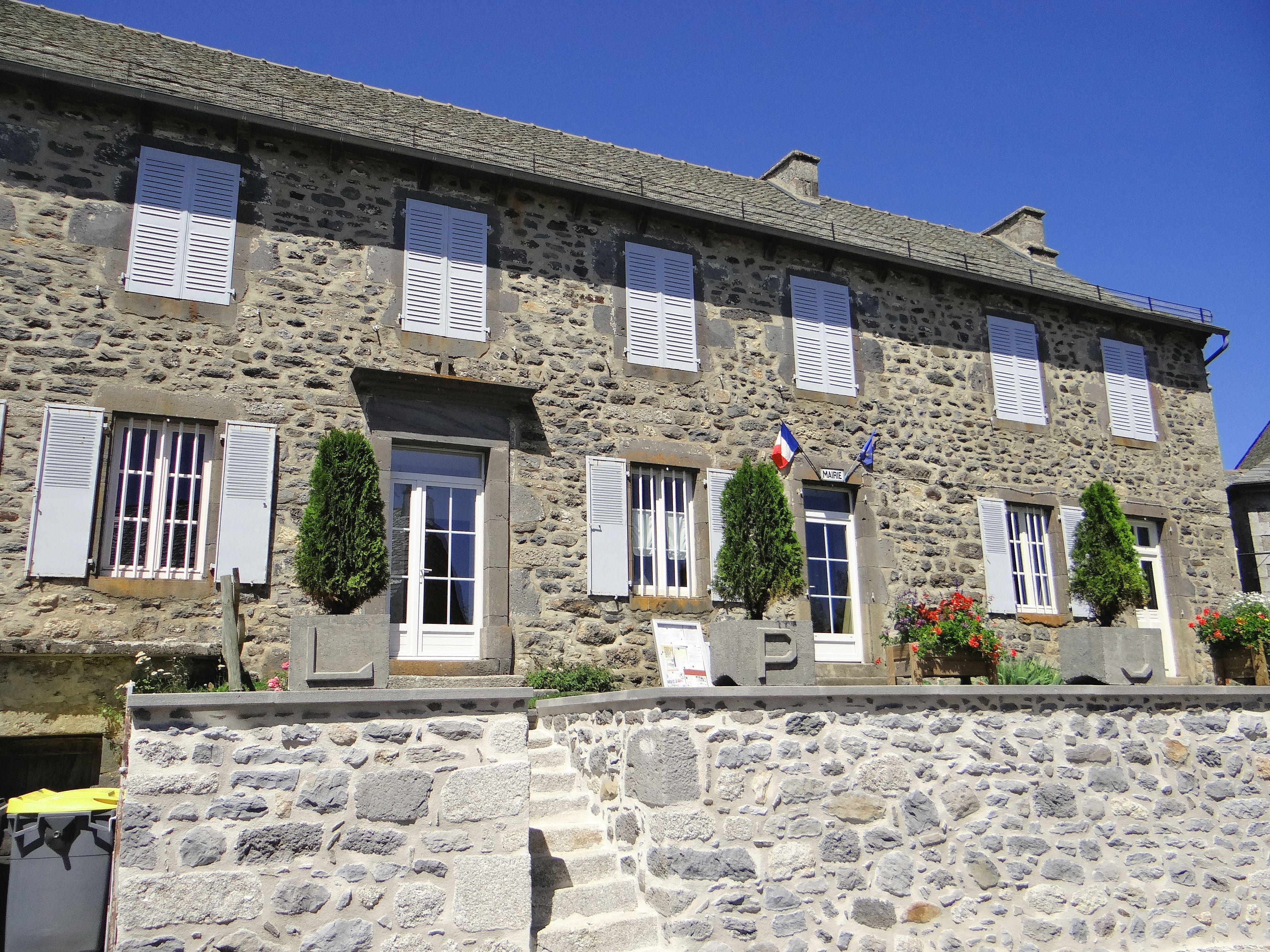
Mairie d'Alpuech.
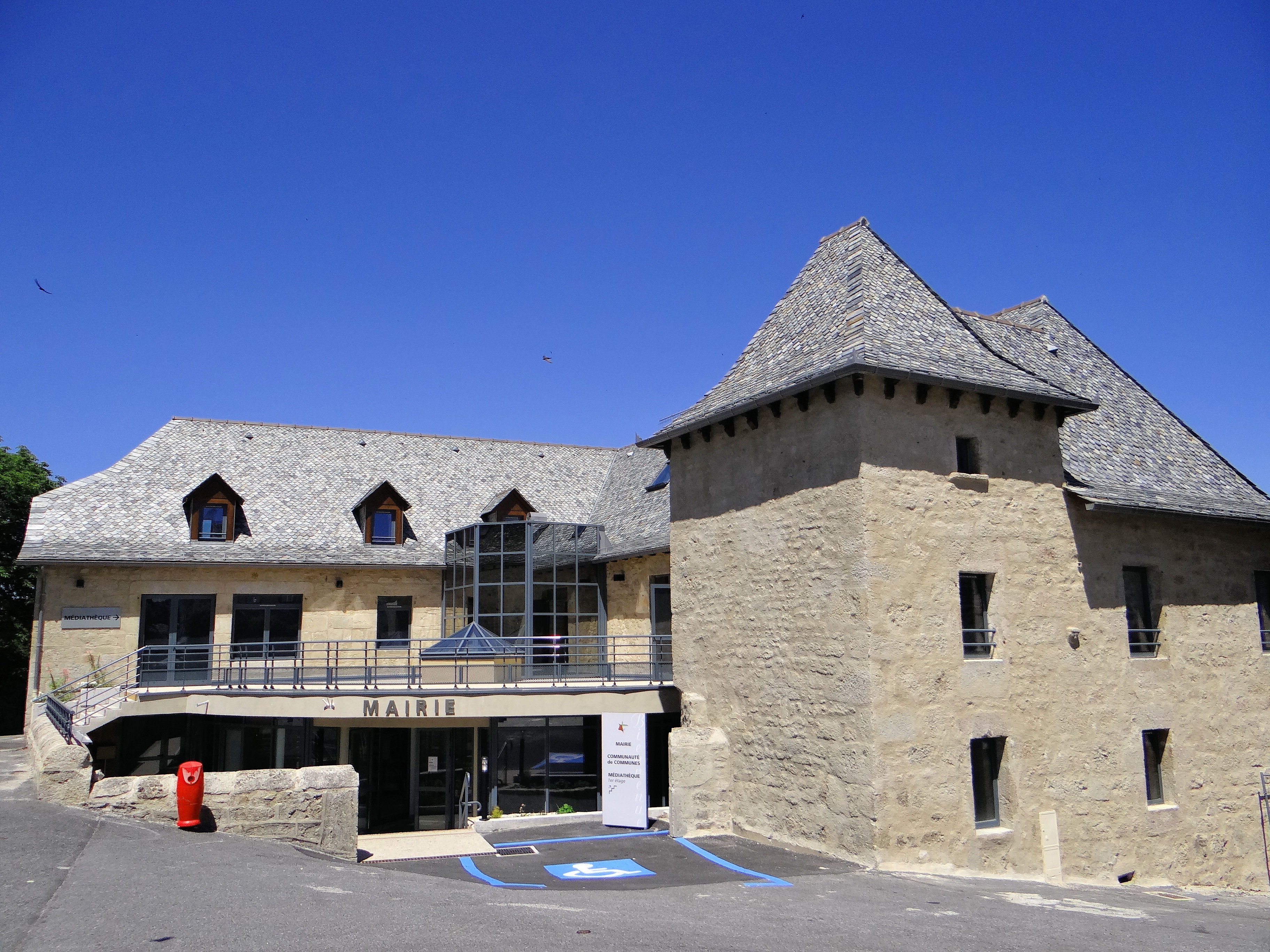
Mairie de Sainte-Geneviève.

## Administration
| Période | Période       | Identité                 | Étiquette | Qualité                                                   |
| ------- | ------------- | ------------------------ | --------- | --------------------------------------------------------- |
| 2008    | décembre 2016 | Renée-Claude Coussergues | UMP       | Maire de Sainte-Geneviève-sur-Argence, conseiller général |

## Compétences
- Aménagement du territoire des 7 communes ;
- Développement de l'économie ;
- Collecte et élimination des détritus ;
- Création de logements sociaux ;
- Aménagement et entretiens des axes de communication ;
- Entretien d'équipements culturels et sportifs.

## Histoire
Dolmens, menhirs, châteaux forts, bastides, églises et abbayes témoignent du riche passé de cette région.

### Pré-histoire
Les chasseurs/cueilleurs du Mésolithique apparaissent en Aveyron il y a plus de 12 000 ans. Cette civilisation s'étend sur 6 000 ans durant lesquels elle évolue progressivement vers une production agricole et d'élevage. Vers 4.500, les Chasséens pratiquent sur les Causses un nomadisme saisonnier, vivant l'hiver dans des grottes et l'été sur les pâturages des plateaux.

### Antiquité
Entre les VIIIe et VIe siècles av. J.-C., les Rutènes colonisent le territoire actuel de l'Aveyron en s'établissant dans des oppidums fortifiés. Leurs premiers contacts avec les Romains remontent à 118 av. J.-C. avec la construction de la voie Domitia entre Espagne et Italie. Puis la guerre des Gaules les confronte à Jules César et 12.000 d’entre eux se portent au secours de Vercingétorix à Alésia. Cependant Rome sait ménager les vaincus : en s'appuyant sur l’aristocratie locale elle intègre rapidement le Rouergue à sa province d'Aquitaine. Le pays est christianisé dès la fin du IIIe siècle par saint Martial puis au milieu du Ve siècle par saint Amans, premier évêque de Rodez.

### Haut Moyen Âge
Vers 720 les Maures dévastent la région et ce n'est qu'avec l'empire de Charlemagne que la sérénité revient pour quelque temps. Les origines du Viadène remontent à cette époque avec les Astorg d'Orlhac, viguiers carolingiens qui tiennent leur nom d'Orlhaguet, ancien nom de Sainte-Geneviève-sur-Argence. Cette viguerie, qui siégeait dans une tour incorporée depuis à l'église paroissiale, conserve la suzeraineté des seigneuries du Viadène pendant une grande partie du Moyen Âge. En 864 les Vikings débarquent à leur tour obligeant les abbayes à se reconstruire loin des fleuves dans l’arrière-pays.

### Bas Moyen Âge
Du début du XIIe siècle à celui du XIVe siècle, les Templiers et les Hospitaliers marquent la région de leur empreinte. En 1348, la peste noire emporte un tiers de la population. En 1360 le traité de Brétigny fait du Rouergue une possession anglaise. À l'appel du comte d'Armagnac les terres cédées sont reprises par les Français du duc d'Anjou de 1369 à 1372. Mais entretemps le prince Noir règne sur toute l’Aquitaine alors que les Grandes compagnies rançonnent les villes et les campagnes pendant plus de 30 ans. Châteaux, abbayes et même les églises sont alors fortifiés pour protéger les villageois, leurs familles et leurs biens.

### Temps modernes
À partir de 1550, la tension monte entre catholiques et huguenots. L'édit de Nantes d'Henri IV calme un peu le jeu mais les hostilités reprennent avec Louis XIII, les combats ne cessant réellement qu'en 1629. La Révolution qui partage l'ancien pays des comtes de Carlat et du Carladès entre les départements du Cantal et de l'Aveyron est bien tolérée au début. Elle connait ensuite un véritable rejet avec la traque des prêtres réfractaires et la conscription des jeunes qui provoquent des soulèvements. Les seuls bénéficiaires en sont les bourgeois acquéreurs de biens nationaux. L’Empire qui restaure l’ordre est accueilli avec soulagement avant de décevoir par les exigences de sa politique de conquête.

### Époque contemporaine
Dès le XVIe siècle, La Salle produit en petites quantités du charbon exporté par le Lot vers Bordeaux. En 1826, le duc Decazes hérite de ces mines et crée avec Cabrol les Houillères et fonderies de l'Aveyron qui font d’un village un grand centre sidérurgique. Decazeville fournit alors du travail à la région et sa production ne cesse de croître malgré des crises économiques et sociales parfois aiguës. Pendant la Grande Guerre, elle fournit 1,2 million de tonnes de charbon par an et emploie 15 000 salariés. La mine ferme définitivement à l’aube du XXIe siècle.
Depuis le XVIIe siècle, les Aveyronnais pratiquent la migration saisonnière : des scieurs partent ainsi chaque hiver louer leurs bras et leurs scies en Catalogne pour revenir au printemps. Le mouvement s’amplifie au milieu XIXe siècle avec des départs définitifs pour Paris ou l'étranger. Entre 1850 et 1914 la population des 7 agglomérations de la communauté de communes passe de 7 400 habitants à 4 400. En 1886 une grève de 108 jours à l'occasion de laquelle le directeur des mines de Decazeville est tué accentue encore l'exode. Le dépeuplement brutal dû à la Grande Guerre où plus de 15 000 Aveyronnais tombent au champ d'honneur freine ensuite un peu le mouvement et, cent ans plus tard, la population actuelle s'établit aux environs de 2 100 habitants.

## Sites et monuments

### Architecture religieuse
L'histoire médiévale particulièrement agitée de la région lui a légué une particularité architecturale notoire, celle de ses nombreuses églises fortifiées :
- l'église Saint-Martin d'Alpuech  Inscrit MH (1979)[4] des XIe et XIIe siècles ;
- l'église Saint-Étienne de La Terrisse ;
- l'église Saint-Jean de Lacalm, ses boiseries  Classé MH (1959) et le chemin de croix ;
- treize croix sculptées autour de l'église Saint-Étienne d'Orlhaguet dont deux inscrites aux Monuments historiques (le calvaire  proche de l'église Inscrit MH (1927)[5] et la croix près du pont à trois travées qui franchit les deux Argence, l'Argence Vive et l'Argence Morte  Inscrit MH (1927)[6]) ;
- dans l'église de Sainte-Geneviève-sur-Argence reconstruite à la fin du XIXe siècle, l'ancienne chapelle des seigneurs de Thénières datant du XVe siècle ;
- la chapelle de Mels  Inscrit MH (1928)[7] qui abrite un retable en bois polychrome du XVIe siècle.

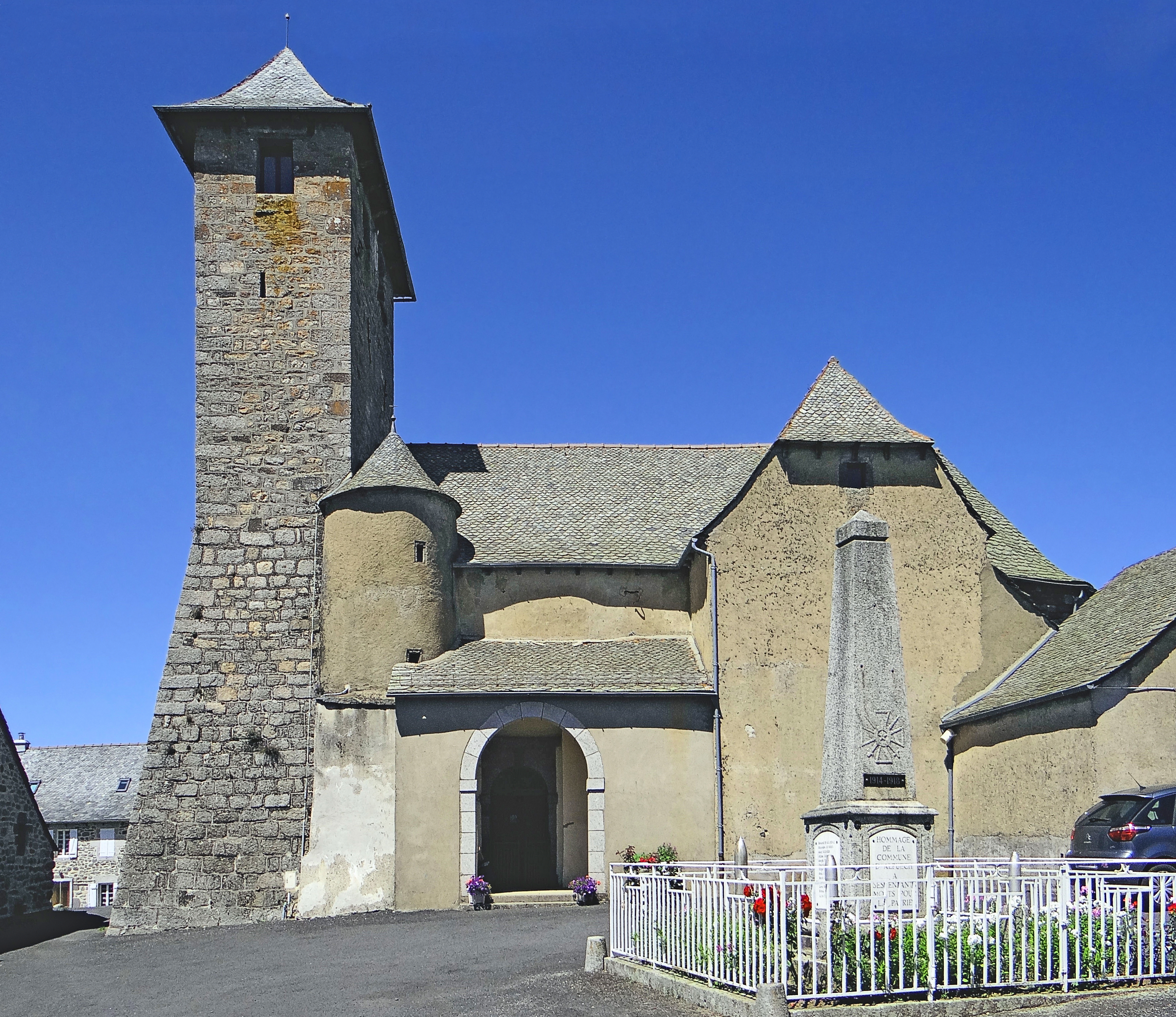
Église Saint-Martin.
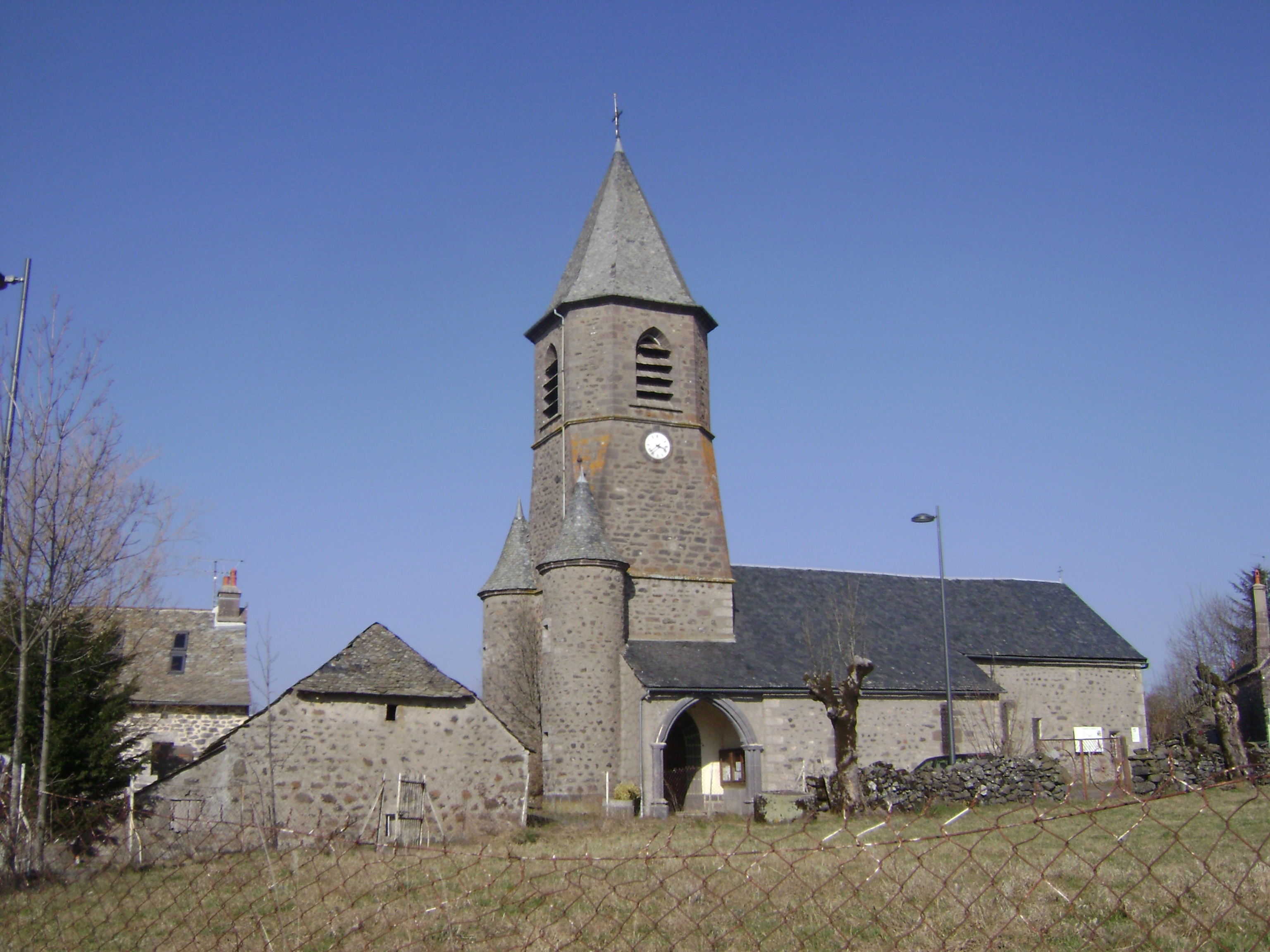
Église Saint-Étienne de la Terrisse.
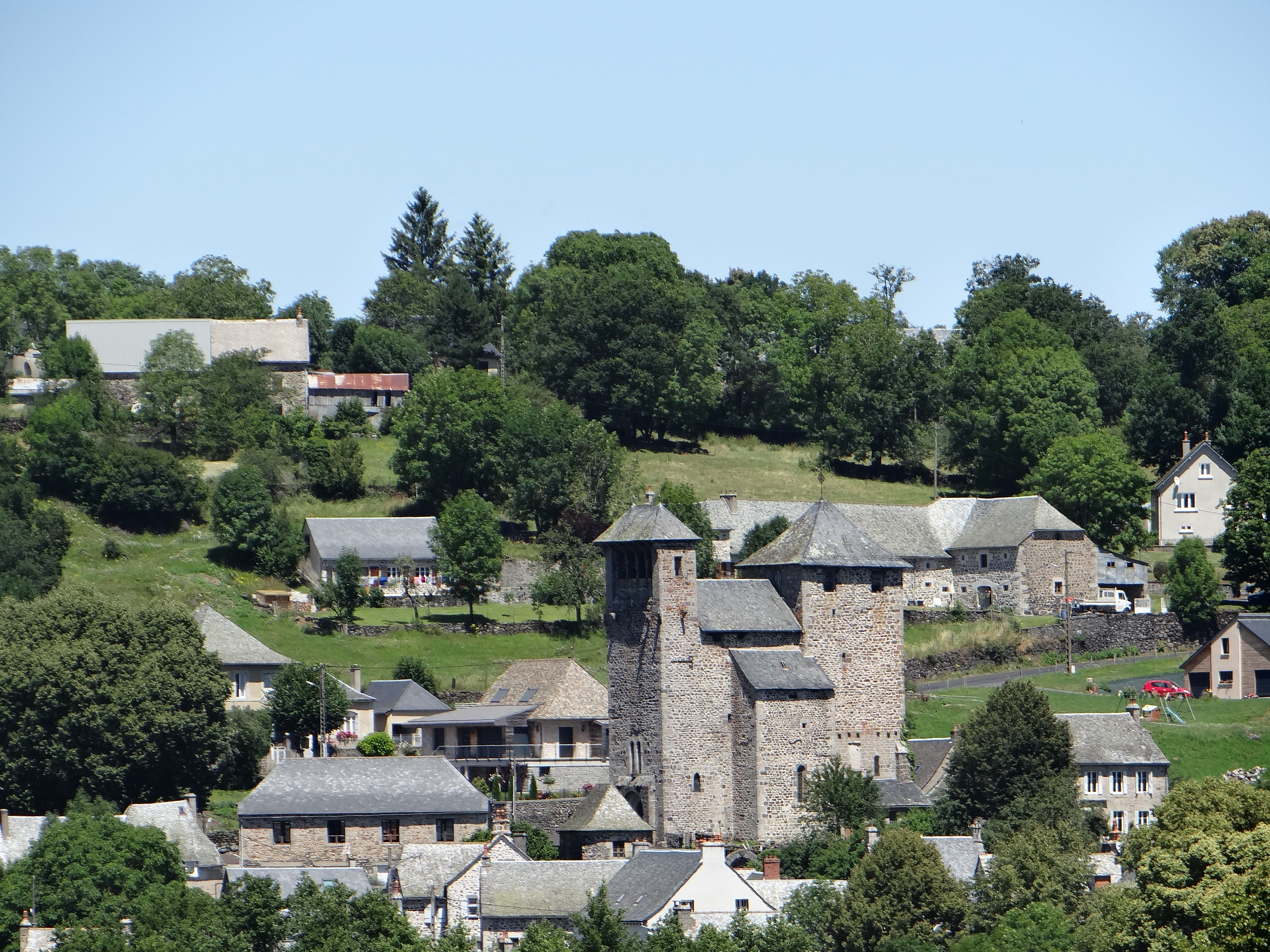
Orlhaguet et son église Saint-Étienne.
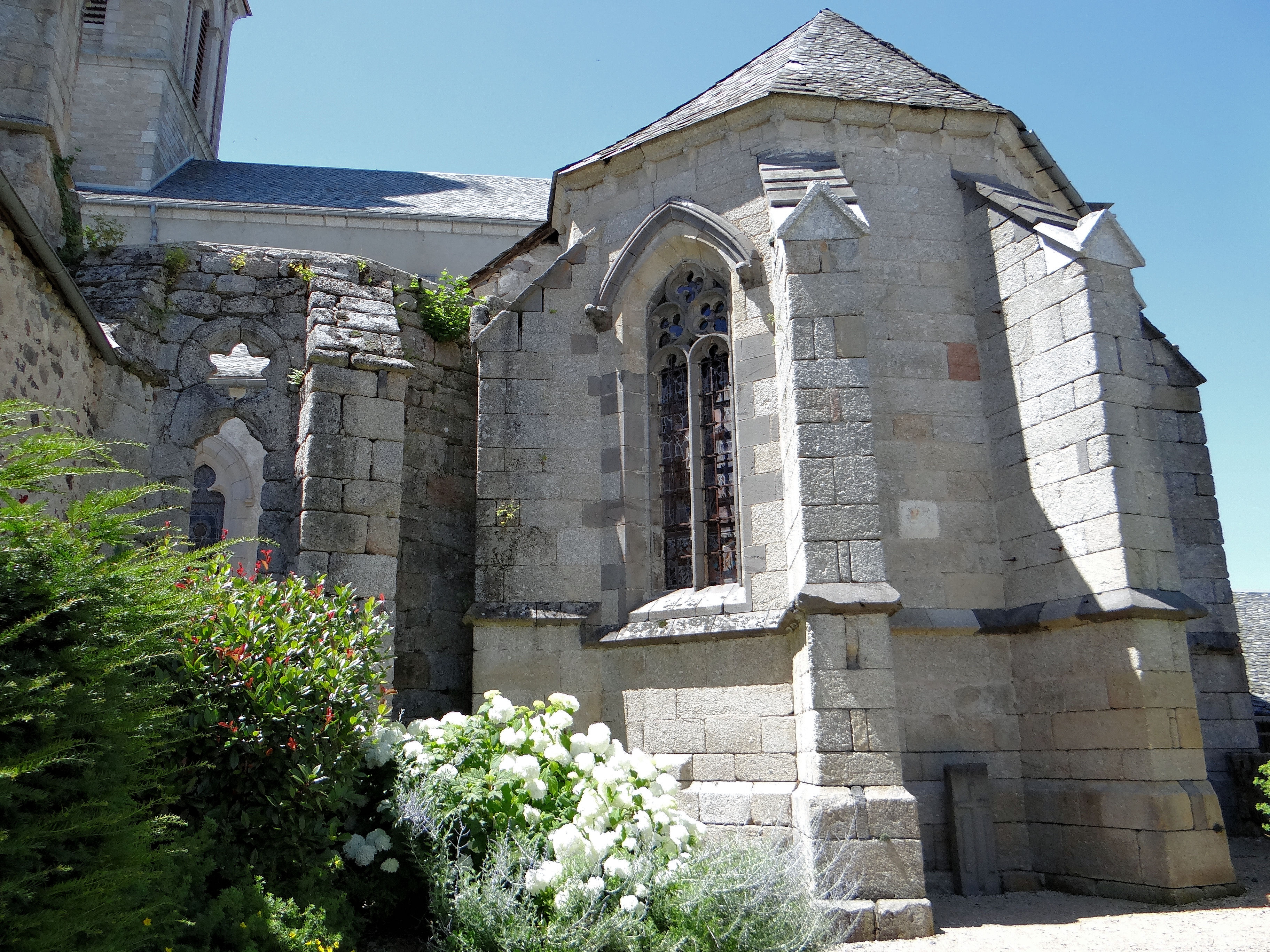
Église Sainte-Geneviève.
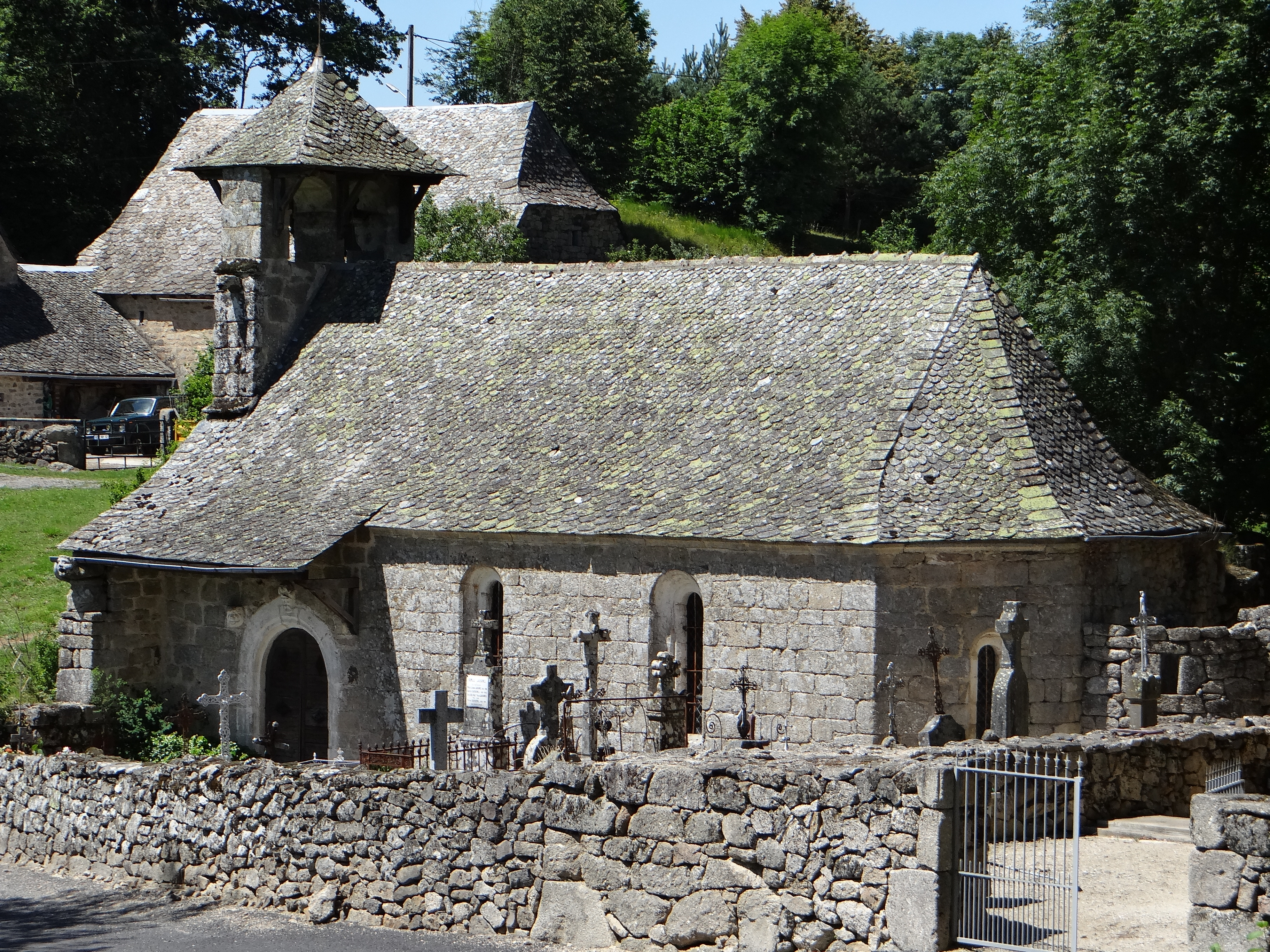
Chapelle de Mels.

### Architecture civile
- Château de Thénières à proximité de Graissac. Ruines et donjon en rénovation[8].

### Divers
- Via ferrata du bois des Baltuergues[9] dans les gorges de la Truyère près de Sainte-Geneviève-sur-Argence.

## Personnalités célèbres
- Astorg VII d'Aurillac ou Austau d'Orlhac (1225-1291) est un troubadour né au château de Conros et décédé à Toulouse le 1er septembre 1291 :
- Claude Guillaume Victor Daude (26 février 1765 à Chaudes-Aigues - 13 novembre 1835 à Espalion), juge de paix du canton de Sainte-Geneviève, élu député de l'Aveyron en 1831, décoré de la Légion d'honneur sous le règne de Louis-Philippe Ier ;
- Guillaume Rolland, héros de la bataille de Sidi-Brahim en 1845 [N 2], une statue lui est érigée à Lacalm[10] ;
- René Ferrié, champion d'Europe de bowling :
- Bernard Noël, écrivain et poète, né à Sainte-Geneviève-sur Argence ;
- Bernard Laporte, joueur puis entraîneur de rugby à XV, entraîneur du XV de France de 1998 à 2007 puis Secrétaire d’État aux sports du 22 octobre 2007 au 23 juin 2009.